# Valeri Korzun
Valeri Grigórievitx Korzun (rus: Валерий Григорьевич Корзун, nascut el 5 de març de 1953) és un cosmonauta rus. Ha estat a l'espai dues vegades amb un temps total de 381 dies. També va realitzar quatre passeigs espacials.